# Minimalnie inwazyjna chirurgia zeza
Minimalnie inwazyjna chirurgia zeza (MISS) – technika chirurgii zeza wykorzystująca nacięcia mniejsze niż w przypadku klasycznego działania chirurgicznego w celu skorygowania wady, minimalizując w ten sposób uszkodzenie tkanki. Technikę tę zasadniczo wprowadził w 2007 szwajcarski okulista Daniel Mojon, po uprzednim opisaniu niniejszej idei w 1994 przez belgijskiego okulistę Marca Gobina w podręczniku w języku francuskim.

## Wskazania
MISS jest techniką, którą można stosować we wszystkich zasadniczych rodzajach chirurgii zeza, takich jak recesje mięśnia prostego, resekcje, zwinięcia, reoperacje, transpozycje, recesje mięśnia skośnego lub zwinięcia oraz szwy regulowane, nawet przy ograniczonej ruchliwości. Wykonanie mniejszych otworów i ograniczona inwazyjność zabiegu zasadniczo umożliwia szybszą rehabilitację pooperacyjną oraz powoduje mniejszy obrzęk i dyskomfort odczuwany przez pacjenta bezpośrednio po zabiegu. Przypuszcza się, iż niniejsza technika może być stosowana jako interwencja ambulatoryjna u wielu pacjentów (głównie dorosłych), którzy w innym przypadku wymagaliby hospitalizacji. W badaniu opublikowanym w 2017 udokumentowano mniejszą liczbę powikłań w obrębie spojówek i obrzęków powiek w bezpośrednim okresie pooperacyjnym po zabiegu MISS, w porównaniu do konwencjonalnej chirurgii zeza, a wyniki długoterminowe były podobne w obu grupach. Kolejną zaletą jest to, że technika MISS może zmniejszać ryzyko niedokrwienia przedniego odcinka u niektórych pacjentów, w szczególności tych cierpiących na oftalmopatię Gravesa.

## Zasada
W MISS chirurg zamiast lupy wykorzystuje mikroskop operacyjny. Zamiast jednego dużego otwarcia spojówki, jak to ma miejsce w przypadku konwencjonalnej chirurgii zeza, wykonywanych jest kilka małych nacięć, w których muszą zostać wykonane główne działania chirurgiczne, obejmujące zazwyczaj szycie. Otwory są wykonywane w miejscu możliwie jak najbardziej oddalonym od rąbka rogówki, w celu zminimalizowania dyskomfortu pooperacyjnego. Pomiędzy dwoma z niniejszych nacięć, czyli otworami wykonywanymi w technice tzw. dziurki od klucza, znajduje się „tunel” wykorzystywany przez chirurga do wprowadzenia narzędzia stosowanego podczas zabiegu na mięśniu gałki ocznej. Po zakończeniu operacji, otwory wykonane w technice dziurki od klucza są zamykane za pomocą szwów wchłanialnych. Te niewielkie nacięcia są po operacji zakrywane powieką. Otwory MISS znacznie zmniejszają częstotliwość i nasilenie powikłań rogówkowych, takich jak na przykład zespół suchego oka i miejscowe ścieńczenie rogówki (dellen) oraz umożliwią wcześniejsze noszenie soczewek kontaktowych. Długoterminowe zalety obejmują uniknięcie nasilonego zaczerwienienia widocznej spojówki oraz zmniejszenie bliznowacenia tkanki okołomięśniowej, ułatwiając tym samym ewentualne konieczne reoperacje.

## Wyniki kliniczne
Wyniki uzyskane po zastosowaniu MISS, dotyczące pooperacyjnego wyrównania oka, zostały szeroko opisane w jak dotąd ograniczonej literaturze na temat techniki, która w przybliżeniu umożliwia uzyskanie rezultatów takich samych jak w przypadku klasycznej chirurgii zeza. Udokumentowano to na przykład na podstawie porównania 40 dzieci; w grupie, która została poddana minimalnie inwazyjnej procedurze odnotowano jednakże mniejszy obrzęk spojówki i powiek po zabiegu. Za główne zalety techniki MISS powszechnie uznano mniejszy procent powikłań oraz szybszą rekonwalescencję. Skuteczność niniejszej techniki wykazano w przypadku chirurgii mięśni odbytnicy, a także w przypadku chirurgii mięśni skośnych. Grupa z Indii przekazała informacje dotyczące pomyślnego wykonania zabiegu MISS u pacjentów z orbitopatią Gravesa.

## Wady i potencjalne komplikacje
MISS jest techniką bardziej czasochłonną w porównaniu do chirurgii konwencjonalnej. Operacja mięśni poprzez tunel wymaga większego zaangażowania ze strony chirurga. U starszych pacjentów, nacięcia w technice dziurki od klucza mogą ulec rozerwaniu. W przypadku gdy niniejsze rozerwanie obejmuje torebkę Tenona, może to spowodować powstanie widocznej blizny. Nadmierne krwawienie, którego nie można zatrzymać, powoduje powiększenie nacięć, niezbędne do kauteryzacji naczynia krwionośnego. Zazwyczaj można uniknąć konwersji do otworu kończynowego, tak jak w przypadku klasycznej chirurgii zeza. Istnieje jednakże niewielka ilość informacji na temat powikłań charakterystycznych dla techniki MISS.